# Britny Fox

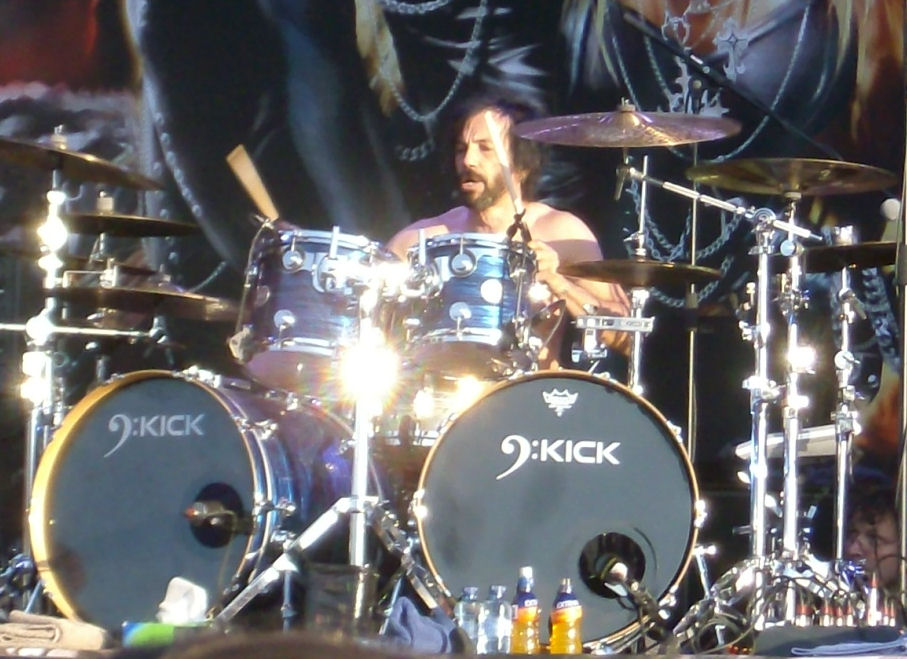
Johnny Dee med Britny Fox 2013.

Britny Fox är ett amerikanskt glam metal band som bildades 1985. 
Gruppen hade två mindre hits i USA med låtarna Girlschool (#81 på Billboard Hot 100) och Long way to love (#100). Britny Fox första album Britny Fox släpptes 1988. Girlschool och Long way to love var med på albumet. 1989 släpptes Boys in heat. 1991 släpptes Bite down hard som fick ganska dålig kritik. 1992 upplöstes Britny Fox. Britny Fox återförenades 2001 och släppte albumet Springhead motorshark 2003. Gruppen upplöstes igen 2008.

## Medlemmar
Nuvarande medlemmar
- Billy Childs – basgitarr, bakgrundssång (1985–1992, 2000–2008, 2015– )
- Johnny Dee – trummor, slagverk, bakgrundssång (1987–1992, 2000–2006, 2015– )
- Tommy Paris – sång, rytmgitarr, keyboard (1990–1992, 2000–2007, 2015– )
- Chris Sanders – sologitarr (2015– )

Tidigare medlemmar
- Dean Davidson – sång, rytmgitarr (1985–1990, 2010)
- Michael Kelly Smith – sologitarr, bakgrundssång (1985–1992, 2000–2006)
- Tony Destra – trummor, slagverk (1985–1987)
- Adam West – trummor, slagverk (1987)
- Tommy Krash – sologitarr, bakgrundssång (2006–2007)
- Greg D'Angelo – trummor, slagverk, bakgrundssång (2006–2007)
- Keith Plants – sologitarr, sång (2007)
- Henry Now – trummor, slagverk, bakgrundssång (2007–2008)
- Jamie Fletcher – sång, rytmgitarr (2007–2008)
- Greg Polcari – sologitarr, sång (2008)

## Diskografi
Studioalbum
- 1987 – In America
- 1988 – Britny Fox (#39	 på Billboard 200)
- 1989 – Boys in Heat (#79 på Billboard 200)
- 1991 – Bite Down Hard
- 2003 – Springhead Motorshark

Livealbum
- 2001 – Long Way to Live!
- 2002 – Live at Froggy's
- 2006 – Extended Versions

Singlar
- 1988 – "Long Way to Love" (#100	på Billboard Hot 100, #33 på Billboard Hot Mainstream Rock Tracks)
- 1989 – "Girlschool" (#81 på Billboard Hot 100)
- 1989 – "Save the Weak"
- 1989 – "Standing in the Shadows"
- 1990 – "Dream On" (#34 på Billboard Hot Mainstream Rock Tracks)
- 1991 – "Louder"
- 1999 – "Over and Out"
- 2003 – "Is It Real?"
- 2007 – "Girlschool" / "Long Way to Love"

Samlingsalbum
- 2001 – The Best of Britny Fox